# 小林康介
小林康介（日语：／ Kobayashi Kōsuke，1980年1月28日—）是一名日本男性聲優，富山縣出身，Raccoon Dog所屬。

## 簡歷
畢業於Pro-Fit聲優養成所。
2022年4月1日，因所屬的Pro-Fit在2022年3月底結束經營管理業務，因此轉籍至Raccoon Dog。

## 人物
方言是富山方言。
興趣是打麻將與觀察人類，特技是視力檢查。

## 演出作品
※粗體字為主要角色。

### 電視動畫
2004年
- 巖窟王（人們）
- 薔薇少女（快遞員）
- 砂漠奇兵（部下們）

2005年
- 砂漠奇兵（傭兵）
- AIR（學生們）
- 女孩萬歲 second season（大哥B、伽耶2）
- 不可思議星球的雙胞胎公主（クレープニャムル）

2006年
- 我的裘可妹妹（男2）
- 薔薇少女 ～序曲～（男）

2008年
- 強襲魔女（士兵）
- 魔法學園MA（學生）

2009年
- 秀逗魔導士EVOLUTION-R（殭屍A）
- 白色相簿（學生2）

2012年
- Another（和久井大輔）
- 戰國Collection（美國人）
- 銀魂'（男學生、男A）

2015年
- 聖劍使的禁咒詠唱（腰巾著）

2017年
- 熱情傳奇 The X 第2期（司祭、野盜、士兵、入隊希望者）
- TRICKSTER -來自江戶川亂步《少年偵探團》-（井出正彥、坂田鐵二、山本真司）
- 原子小金剛 起始（守衛、學生6）
- 十二大戰（男C、私服刑警、虛擬角色茶、警官、判事B、主人、敵兵A、男學生B）

2018年
- 3月的獅子 第2期（接待員、關係者④、關係者②）
- 爆肝工程師的異世界狂想曲（士兵、多桑—）
- 宇宙戰艦提拉米斯（駕駛員、駕駛員A）
- 妖怪旅館營業中（妖怪A）
- 多田君不戀愛（粉絲、學生、侍、活動負責人）
- 千銃士（水果店店主）

2019年
- 刀劍神域 Alicization（元老）
- 流汗吧！健身少女（物販）

2020年
- 魔法紀錄 魔法少女小圓外傳（紗奈父）
- 神之塔 -Tower of God-（福·布瑞）
- 半妖的夜叉姬（家臣、不良、老人、夜盜、捕方、郎黨、農夫、村人）
- 在魔王城說晚安（雙頭龍）

2021年
- 半妖的夜叉姬（村男、極樂鳥、妖怪、侍從者、部下、町人）
- 青梅竹馬絕對不會輸的戀愛喜劇（警部、學生、萩原玲央、評論員、男子）
- 美少年偵探團（19）
- 我們的重製人生（社長）
- 半妖的夜叉姬 貳之章（魑魅魍魎、漁師、黑妖、鬼、駕籠持、岩石魔人、家臣、祈禱師、旅店的主人、狸門衛、綠鬼）
- BUILD DIVIDE -＃000000-（不良）
- 海賊王女（老醫生）
- 世界頂尖的暗殺者轉生為異世界貴族（敵兵）
- 宿命迴響：命運節拍（士兵）

2022年
- 半妖的夜叉姬 貳之章（妖怪、狸穴島的狸、海龍）
- 盾之勇者成名錄 Season2（居民、美訶影國高官）
- 骸骨騎士大人異世界冒險中（情報屋、妖精獵人、士兵、護衛、奴隸商、手下）
- RPG不動產（有錢的叔叔）
- 組長女兒與保姆（亥川）
- 點滿農民相關技能後，不知為何就變強了。（村長）

2023年
- 最強陰陽師的異世界轉生記（傭人A、怪物、大百足·怪物、男、牛鬼、拉瓦虎、古雷塔龍、米迪、影狼、蛟、鐮鼬）
- 開闊天空！光之美少女（士兵、市民）
- TechnoRoid 超越意志（白摩托警官）
- 物之古物奇譚（魚店、從者）
- 不當哥哥了！（廣播）
- 異世界一擊殺姊姊 ～姊姊同伴的異世界生活開始了～（哥布林、哥布林A）
- 天國大魔境（CD店店員、岩田的同伴）
- 轉生貴族的異世界冒險錄～不知自重的眾神使徒～（使者）
- 物之古物奇譚 第二章（警備員）
- AYAKA -綾島奇譚-（火之荒御魂、居民D）
- 龍族拼圖（超覺醒宙斯·瓦爾甘）
- AI電子基因（刑事A）
- 神劍闖江湖－明治劍客浪漫譚－（塚山家執事）
- 豬肝記得煮熟再吃（街上的人、醉客、客人們）
- SPY×FAMILY間諜家家酒 Season 2（康拉德）
- 超超超超超喜歡你的100個女朋友（大叔、主持人）
- 聖女魔力無所不能（狼）
- 柚木家的四兄弟（大叔）
- 盾之勇者成名錄 Season3（魔法使）
- 地下忍者（男學生2）
- 闇影詩章F（職員）

2024年
- 為了在異世界也能撫摸毛茸茸而努力。（教師）
- 月刊妄想科學（司機）
- 指尖相觸，戀戀不捨（前輩C）
- 青之驅魔師 島根啟明結社篇（屍人）
- BUCCHIGIRI?!（職員、魅那斗會）
- 刀劍亂舞 迴 -虛傳 燃燒的本能寺-（明智軍）
- 吸血鬼男子宿舍（上班族）
- Re:Monster（哥布林們、弗摩爾們）
- 單人房、日照一般、附天使。（大叔）
- 夜晚的水母不會游泳（Live House店長）
- 聲優廣播的幕前幕後（常客）
- 星際莊的戀愛日記（祭客）
- 魔王學院的不適任者 II ～史上最強的魔王始祖，轉生就讀子孫們的學校～（八歌賢人）
- 新人大叔冒險者，被最強隊伍操到死成無敵（親衛隊隊員F、檢査醫、考官）
- 擅長逃跑的殿下
- 烏鴉不擇主（門衛）
- 哆啦A夢（衛兵）
- 聽說你們要結婚！？（真丸）
- 凍牌（卡姆、村岡、毛衣男、山扇、下巴鬍子）
- 女僕冥土小姐（班主任）
- 神明選拔

2025年
- 不幸職業【鑑定士】其實是最強的（葛雷姆林、海·葛雷姆、衝撞鱷魚、冒險者、地獄犬、領民、魔族）
- 吸吸吸吸吸血鬼（校長）
- 在沖繩喜歡上的女孩方言講得太過令人困擾（大叔、親戚）
- 凍牌（初老男、觀眾、實行犯、組員、頭目）
- 地。-關於地球的運動-（騎士團）
- 全修。（信者A）
- 魔域英雄傳說（七槍騎士團團員、隊長、庫巴岑、七槍騎士團、代官）
- 神劍闖江湖－明治劍客浪漫譚－ 京都動亂（志志雄的部下）
- 最弱技能《果實大師》 ～關於能無限食用技能果實（吃了就會死）這件事～（住民）
- 終末起點（臣下、傭人、冒險者）
- 使人誤解的工房主～關於原英雄隊伍的雜役人員，實際上除了戰鬥能力外全是SSS的故事～（咒術師、客）
- 隨興旅 -That's Journey-（司機）
- mono女孩（旁白）
- 安妮·雪利（羅倫佐·懷特）
- 陰陽廻天 Re:Birth（半GRAY、前輩陰陽師）
- 膽大黨 第2期（商工會男B）
- 戀上換裝娃娃 Season 2（國語教師）

### 劇場版動畫
2013年
- Paper Cranes Story ケンタとマイコ（トム[7]）

2014年
- えいがパンパカパンツ バナナン王国の秘宝（福引八木）

2022年
- 我們的黎明

2024年
- 劇場版 排球少年！！ 垃圾場的決戰（教練）
- 劇場版 賽馬娘 Pretty Derby：新時代之門

### OVA
2010年
- 指先案内人 汁だく接待 おかわり三杯目（拔目乃造）

2012年
- 流星之鏡（朋友2）

### 網路動畫
2017年
- 怪物彈珠 second season（警官、亞當）

2024年
- （校長[8]、田中先生[9]）
- （班導[10]）

2025年
- 快龍與小郵遞員

### 遊戲
2006年
- 洛克人洛克人（電流人）

2007年
- SD鋼彈G世代 戰魂
- 七色★星露 pure!!（櫻庭圭介）

2008年
- Moesta～萌東大英語補習班～（梅菲斯特、米迦勒）

2010年
- 維新戀華 龍馬外傳

2013年
- 三國志拼圖大戰（袁術、張寶、程昱）

2019年
- 棕色塵埃（[11]）

2021年
- 天堂2M（[12]）

2023年
- 快打旋風6（市民）
- 伊蘇X -北境歷險-（[13]、カスバート）

2024年
- 棕色塵埃2（[14]、[15]、[16]、[17]、[18]）
- 勇者鬥惡龍III 接著邁向傳說（HD-2D版）（怪物大叔[19]）

## 外部連結
- 小林 康介｜ラクーンドッグ オフィシャルサイト